# روبرت هيل (مغني أوبرا)
روبرت هيل (بالإنجليزية: Robert Hale)‏ هو موسيقي ومغني أوبرا أمريكي، ولد في 22 أغسطس 1938.

## وصلات خارجية
- روبرت هيل على موقع IMDb (الإنجليزية)
- روبرت هيل على موقع ميوزك برينز (الإنجليزية)
- روبرت هيل على موقع أول ميوزيك (الإنجليزية)
- روبرت هيل على موقع ديسكوغز (الإنجليزية)
- روبرت هيل على موقع قاعدة بيانات الفيلم (الإنجليزية)